# Ferenc pápa
Ferenc pápa (latinul: Franciscus, olaszul: Papa Francesco, született: Jorge Mario Bergoglio; Buenos Aires, 1936. december 17. – Vatikánváros, 2025. április 21.) a katolikus egyház 266. pápája és a Vatikánváros vezetője  2013 és 2025 között. Ő az első pápa a jezsuita rendből, az első, aki az amerikai kontinensről és a déli féltekéről származik, valamint az első, aki Európán kívül született vagy nevelkedett a 8. századi III. Gergely pápa, a szíriai származású egyházfő óta.
Argentínában született és egy súlyos betegségből való felépülése után, 1958-ban csatlakozott a jezsuita rendhez. 1969-ben szentelték katolikus pappá; 1973 és 1979 között Argentína jezsuita tartományfőnöke volt. 1998-ban a Buenos Aires-i főegyházmegye érsekévé nevezték ki, majd 2001-ben II. János Pál pápa bíborossá kreálta. Az argentin egyház élén állt a 2001. decemberi argentin zavargások idején; Néstor Kirchner és Cristina Fernández de Kirchner kormányai politikai ellenfélként tekintettek rá.
XVI. Benedek pápa 2013. évi lemondását követően a konklávé őt választotta utódjául, aki a Ferenc nevet vette fel, Assisi Szent Ferencre való emlékezéssel. Elődeinél kevésbé formális megközelítést alkalmazott a pápai tisztségben, például a pápai lakosztály helyett a Szent Márta vendégházban élt.
Pontifikátusa alatt teljes jogú tagokká tette a nőket a Római Kúria dikasztériumaiban. Úgy vélte, hogy a katolikus egyháznak nagyobb együttérzéssel kell viszonyulnia az LMBT-közösség tagjaihoz, és kijelentette, hogy bár az azonos nemű párok megáldása liturgikus kontextusban nem engedélyezett, egyéneket áldásban részesíteni lehet. A pápa bírálta a féktelen kapitalizmust, a fogyasztói szemléletet és a túlzott iparosodást; a klímaváltozás elleni fellépést pápasága egyik fő célkitűzésévé tette. A halálbüntetést elítélte, és kijelentette, hogy az egyház elkötelezett annak eltörlése mellett. A nemzetközi diplomáciában bírálta a jobboldali populizmus térnyerését, felszólított a homoszexualitás dekriminalizálására, közvetített az Egyesült Államok és Kuba teljes körű diplomáciai kapcsolatainak helyreállításában, megállapodást kötött Kínával a püspöki kinevezések ügyében, és támogatta a menekültek ügyét. A nyugati világot a menekültek befogadására, Izraelt pedig a hadviselés befejezésére szólította fel. Bocsánatot kért az egyház múltbeli szerepéért a kanadai őslakosok kulturális népirtásában. 2023 őszén elindította a szinodalitásról szóló szinódust, amelyet pápasága csúcspontjaként és az egyház II. vatikáni zsinata óta a legjelentősebb eseményeként tartanak számon.

## Életútja

### A pápává választásig
Apja, Mario José Bergoglio 22 évesen érkezett szüleivel Olaszországból Argentínába, kezdetben az argentin vasútnál kapott állást, később pedig könyvelőként dolgozott; feleségét, Regina María Sívorit már ott ismerte meg. Ferenc az elsőszülött öt gyermekük közül. Később a pápa úgy határozta meg, hogy ő és családja piemonti anyanyelvű, mivel abban a régióban, ahonnan családja Dél-Amerikába vándorolt, ezt a nyelvet beszélik. Két öccse (Óscar Adrián, Alberto Horacio) és két húga (Marta Regina, María Elena) született még. Egy fiatalkori légúti betegség miatt eltávolították tüdejének egy részét, mivel akkor még – megfelelő antibiotikum híján – ez az életmentő lehetőség állt csak rendelkezésre.
Buenos Airesben szerzett vegyésztechnikusi oklevelet. Szakmája gyakorlásán kívül dolgozott kidobóemberként, portásként, takarítóként is.
Később a papi szolgálat mellett döntött, belépett a Villa Devotó-i szemináriumba, és huszonkét évesen, 1958. március 11-én megkezdte a noviciátust a jezsuita rendben. Humán tanulmányokat folytatott Chilében, majd hazatérve, 1963-ban filozófiai licenciátust szerzett a San Miguel-i Colegio Máximo San Joséban. 1964–65-ben a jezsuiták Santa Fé-i Szeplőtelen fogantatás Gimnáziumában, majd 1966-ban a Buenos Aires-i Megváltó Gimnáziumban tanított irodalmat és pszichológiát. 1967-től 1970-ig teológiai tanulmányokat folytatott a Colegio Máximo San Joséban, és licenciátust szerzett. 1969. december 13-án szentelték pappá. 1970–71-ben a spanyolországi Alcalá de Henaresben töltötte a harmadik probációs időt; örökfogadalmát 1973. április 22-én tette le.

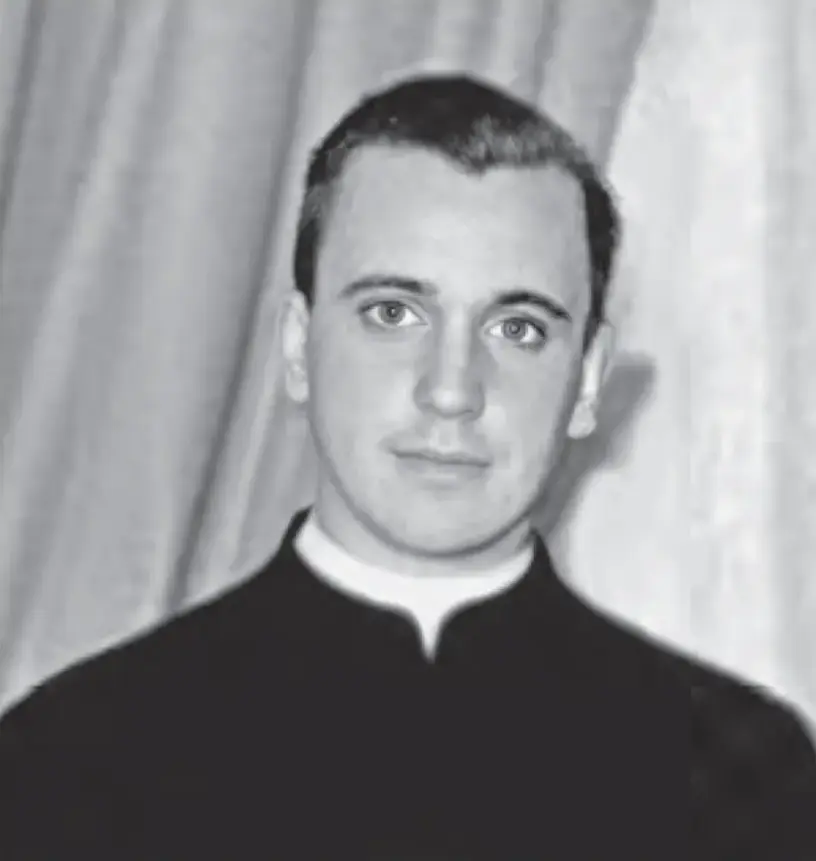
Ferenc pápa az 1950-es években

1972–73-ban novíciusmesterként szolgált, majd 1979-ig a jezsuita rend argentin tartományfőnöke volt. Ebben az időszakban, az argentin katonai diktatúra idején, annak ellenzékét sok atrocitás érte, többek között két jezsuita pap – a magyar Jálics Ferenc és Orlando Yorio – elrablása is. Ezzel kapcsolatban többen megvádolták Bergogliót, hogy részt vett az emberrablásban, vagy legalábbis nem tett ellene eleget. 2005-ben per is indult ellene az ügy miatt; a vádakat végül ejtették, de szerepe a történtekben a mai napig vitatott. Jálics Ferenc Bergoglio pápává választása után úgy nyilatkozott, hogy nem miatta hurcolták el őket, illetve abban, hogy a történtekben Bergoglio milyen szerepet játszott, nem tud állást foglalni. Jálics és Bergoglio az események után több évvel tudott találkozni egymással, hogy megbeszéljék a történteket. Ezt követően közös szentmisét mutattak be.
1980 és 1986 között San Miguel szemináriumának rektora és egyidejűleg plébános volt. Közben néhány hónapot Németországban töltött: itt dolgozott a kiemelkedő jelentőségű, olaszból németté lett katolikus teológus-filozófusról, Romano Guardiniről írt doktori disszertációján, amelyet azonban nem tudott befejezni, mert rendje hamarabb hazahívta. Ezt követően Córdobában szolgált gyóntatóként és lelkivezetőként.

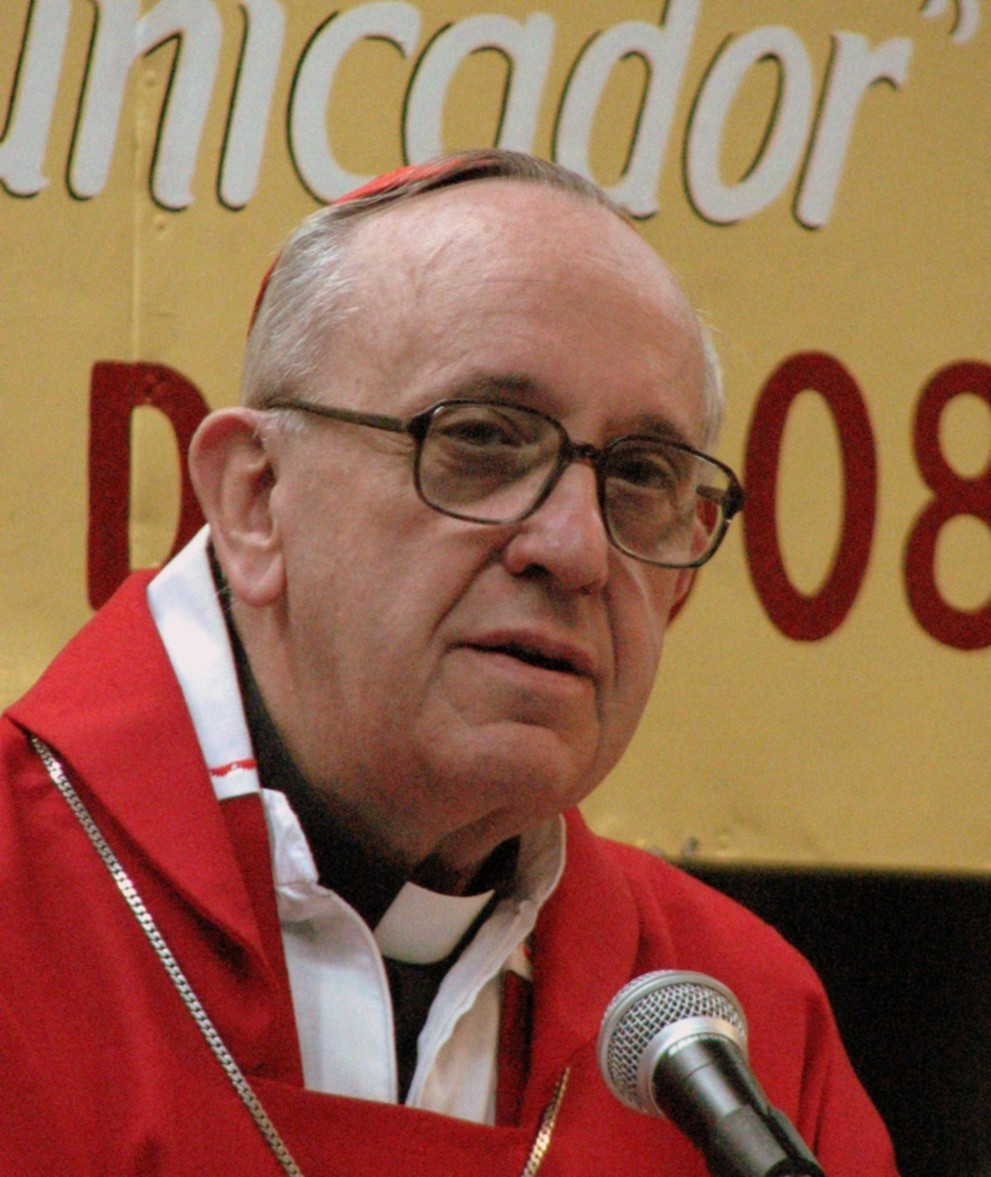
Jorge M. Bergoglio SJ bíboros érsekként, 2008-ban

1992. május 20-án kinevezték szülővárosa segédpüspökévé és Auca címzetes püspökévé; június 27-én szentelték püspökké. 1997. június 3-án Buenos Aires koadjutor érseke, 1998. február 28-án érseke lett. 2005. november 8-tól 2011. november 8-ig az Argentin Püspöki Konferencia elnöke volt.
II. János Pál pápa kreálta és nevezte ki bíborossá 2001. február 21-én; római címtemploma a S. Roberto Bellarmino lett. Bíborosként több posztot is betöltött a Szentszéken: tagja volt a Papi Kongregációnak, az Istentiszteleti és Szentségi Kongregációnak, a Megszentelt Élet Intézményeinek és az Apostoli Élet Társaságai Kongregációjának, a Pápai Latin-Amerika Bizottságnak és a Család Pápai Tanácsának.
2005-ben részt vett II. János Pál pápa temetésén, majd a sede vacante időszakában a bíborosok kollégiuma mellett régensként irányította a Szentszéket a konklávé megnyitásáig. A pápaválasztáson a kiszivárgott hírek szerint Ratzinger bíboros után ő kapta a legtöbb szavazatot: egy bíboros névtelen feljegyzései alapján akkor az első választási fordulóban 10, a másodikban 35 és a harmadikban 40 szavazatot kapott, mielőtt Ratzingert pápává választották volna a negyedik körben.

#### Megválasztása

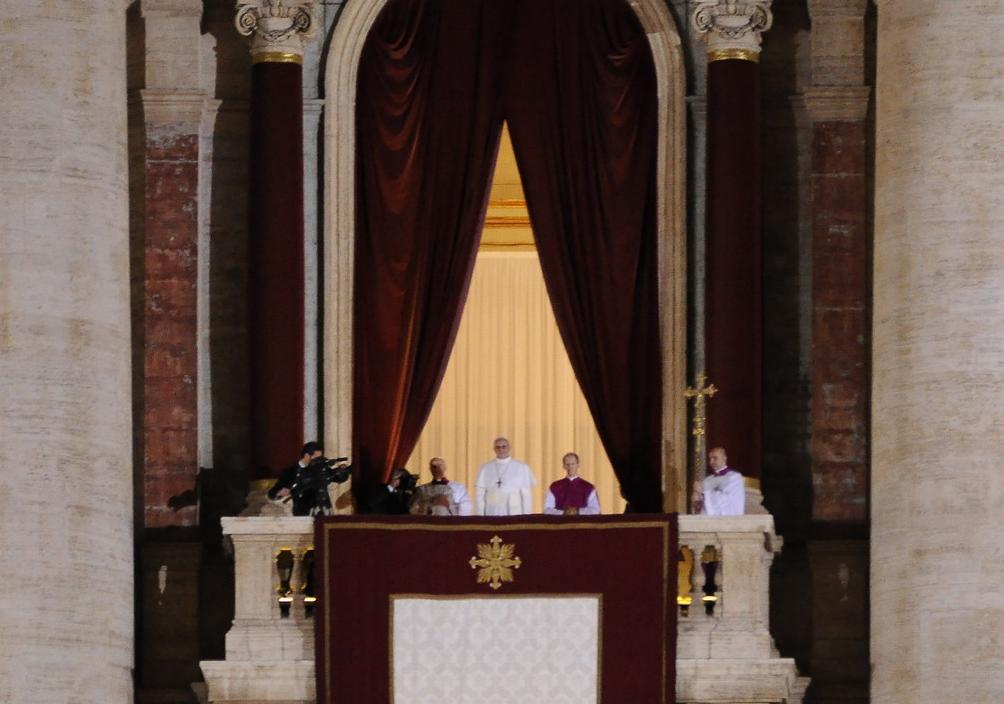
Ferenc pápa a megválasztása után, 2013. március 13-án

A XVI. Benedek lemondása következtében összehívott konklávé második napján, 2013. március 13-án az ötödik választási fordulóban választották meg pápának. Megválasztásának hírét Jean-Louis Tauran protodiakónus bíboros jelentette be a Szent Péter-bazilika áldások erkélyéről, a „Habemus papam!” („Van pápánk!”) felkiáltással. Pápaként Bergoglio a Ferenc nevet vette fel Assisi Szent Ferenc tiszteletére – nyilatkozata szerint azért, mert olyan egyházat szeretne, amely kiáll a szegények, a béke és a teremtett világ védelmében – így I. János Pál pápa óta ő az első, aki eddig nem használt pápai nevet választott. Amennyiben azonban I. János Pál pápa kettős nevét nem önálló pápanévnek tekintjük, hanem – szándéka szerint – mint két közvetlen elődje (XXIII. János pápa és VI. Pál pápa) nevének felvételét, akkor 913-ban Lando pápa volt Ferenc pápát megelőzően az utolsó, aki olyan néven uralkodott, amelyen előtte még senki. Megválasztásának hírét Buenos Airesben meglepődve, de örömmel fogadták.
A pápai szolgálat ünnepélyes megkezdésére március 19-én került sor. A szertartáson az 1054-es nagy egyházszakadás óta először vett részt a konstantinápolyi pátriárka, Bartholomaiosz személyében.

#### Első intézkedései a Római Kúriában
2013. március 16-án bejelentette, hogy a Római Kúria addigi vezetőit ideiglenesen megerősíti hivatalukban. Személyi titkárává Alfred Xuereb, máltai római katolikus papot nevezte ki. Április 6-án kinevezte José Rodríguez Carballo spanyol ferences szerzetest a Megszentelt Élet Intézményeinek és az Apostoli Élet Társaságainak Kongregációja titkárává; a pozíció a kinevezés előtt hónapokig betöltetlen volt. Ferenc pápa eltörölte azon további juttatásokat, amelyeket a vatikáni alkalmazottak az új pápa megválasztása alkalmával kapnak, helyette a több millió eurós összeget rászorulóknak adományozták. Eltörölte továbbá a Vatikáni Bank Felügyelőbizottságában szolgáló bíborosok évi 25 000 eurós illetményét is.
2013. április 13-án egy nyolc bíborosból álló testületet hozott létre, hogy segítsék őt a Római Kúria strukturális átszervezésében. A testület tagjai között több olyan bíboros volt, akik nyíltan kritizálták a Vatikán egyes lépéseit, a megbízott bíborosok közül pedig csupán egy volt a Római Kúria tagja. A tanácsadó testület kinevezett tagjai: Giuseppe Bertello, a Pápai Bizottság elnöke; Francisco Javier Errazuriz Ossa, chilei; Oswald Gracias indiai; Reinhard Marx német; Laurent Monsengwo Pasinya kongói; George Pell ausztrál; Seán O'Malley amerikai; és Óscar Andrés Rodríguez Maradiaga hondurasi bíboros volt. A testület titkárává Marcello Semearo olasz püspököt nevezte ki, az első ülést október 1−3. között tartották.

### Pápasága
2014 novemberében az Európai Unió parlamentjében szólalhatott fel:
Elérkezett az óra, hogy közösen építsünk egy olyan Európát, amelynek középpontjában nem a gazdasági élet, hanem a személy, az elidegeníthetetlen értékek szakralitása áll. Európa vállalja bátran múltját, és bizalommal tekintsen a jövőbe, hogy maradéktalanul és reménnyel élhesse meg jelenét. Hagyjunk fel a megfélemlített és önmagába zárkózó Európa gondolatával, és mozdítsuk elő a főszereplő Európát, amely a tudományok, a művészetek, a zene, az emberi értékek, a hit hordozója. Olyan Európát valósítsunk meg, amely az eget szemléli, és eszményképeket követ; megvédi az embert; biztos és szilárd talajon halad, értékes viszonyítási pontot jelentve az egész emberiségnek.
A 2015-ös Laudato si’ enciklikájában többek közt a klímaválsággal foglalkozott és a környezetvédelemért küzd, miközben bírálta a túlfogyasztást és a felelőtlen gazdasági fejlődést. A világ minden emberét "gyors és egységes globális cselekvésre" szólította fel.

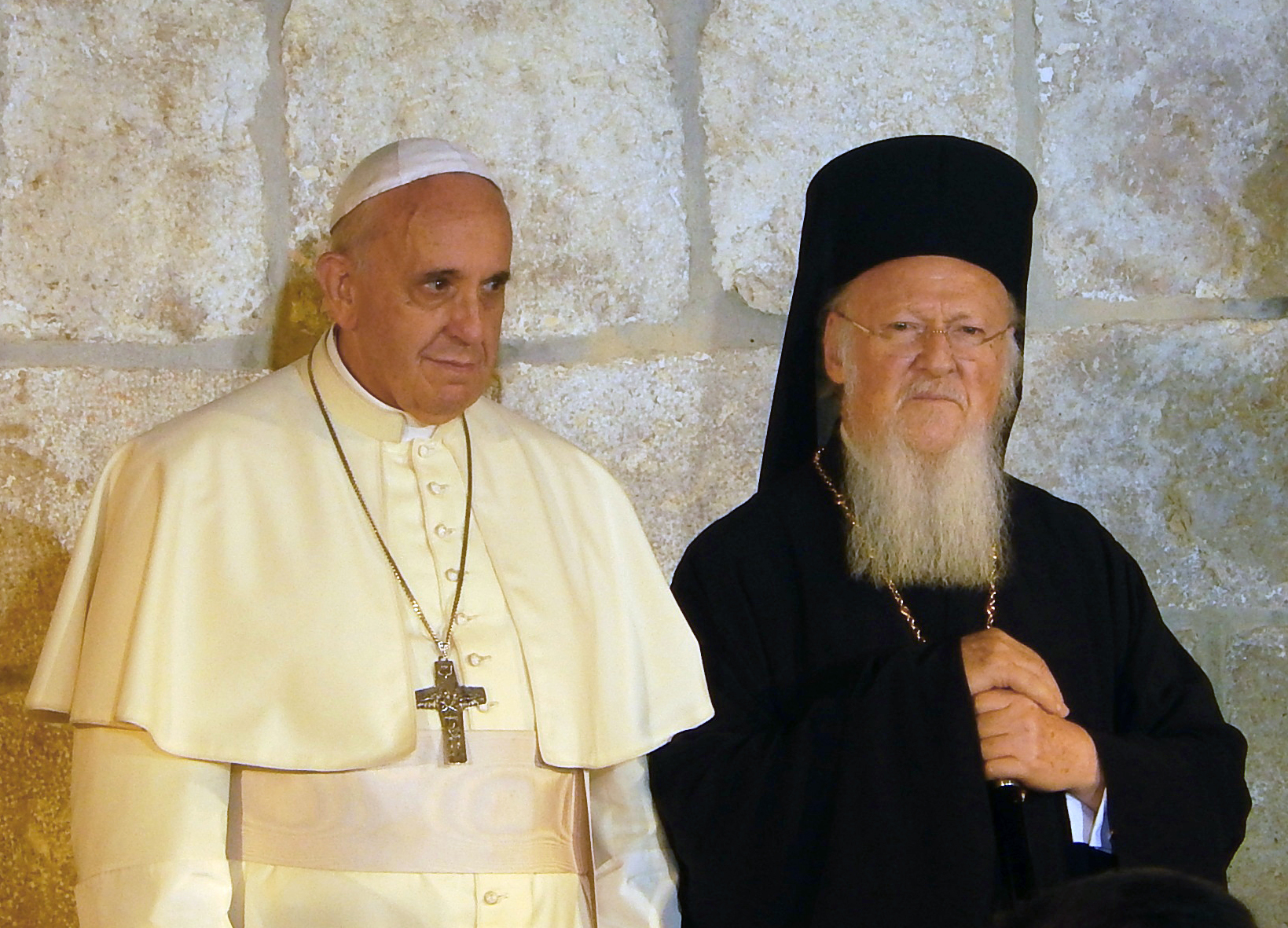
Bartholomaiosz konstantinápolyi pátriárkával Jeruzsálemben

2016-os beszédében az amerikai elnökjelölt, Donald Trump politikája ellen tiltakozva azt mondta, hogy hidakat kell építeni a falak helyett. Ezt többször is hangsúlyozta:
"Folytatnunk kell a hidak építését a népek között, amelyek lehetővé teszik számunkra, hogy lebontsuk a kizsákmányolás és kizárás falait." 
A menekültek és migránsok helyzetét „pásztori munkája központi elemévé tette”, és bírálta azokat az újnacionalistákat és populistákat, akik elutasítják a menekültek befogadását.
2016 áprilisában Bartholomaiosz konstantinápolyi pátriárkával és II. Jeronimosz athéni érsekkel együtt felkereste a görögországi Leszbosz szigetén található Moria menekülttábort, hogy felhívja a világ figyelmét az európai migránsválságra. Itt a három keresztény vezető közös nyilatkozatot írt alá.
Ukrajna orosz invázióját és az orosz-ukrán háború eszkalációját követően 2022 februárjában Ferenc pápa felkereste az orosz szentszéki nagykövetséget Rómában. Március elején Ferenc pápa két magas rangban lévő bíborost is küldött Ukrajnába (Konrad Krajewski és Michael Czerny bíborosokat). Ezek a kezdeményezések rendkívül szokatlannak számítottak a vatikáni diplomáciában. Később Ukrajnát "mártírként" jellemezte és imádkozott az orosz agresszió áldozataiért, de továbbra sem bírálta közvetlenül Putyint vagy az orosz kormányt.
Az Izrael-Hamász háború kitörése után sürgette a békét Izrael és a palesztinok között, aláírta a Vatikán első szerződését Palesztina Állammal, miután 2013 februárjában hivatalosan is elismerték államként. Elítélte Izrael gázai hadműveleteit, annak népirtását, a háborús bűnök kivizsgálását kérve.
2023 elején ő vezette XVI. Benedek temetési szertartását és homíliát mondott. A gyászmisét azonban a hagyományoknak megfelelően a Bíborosi Kollégium dékánja, Giovanni Battista Re bíboros celebrálta.
2023 decemberében a Fiducia supplicans  ("Könyörgő bizalom") című dokumentumában jóváhagyta az azonos nemű személyekből álló párok megáldását. A megáldás mellett a házasságról szóló katolikus tanítás a régi maradt.

## Nézetei, személyisége
Ferenc pápa erkölcsi kérdésekben mérsékelt álláspontokat képviselt: elutasította például a terhességmegszakítást, a fogamzásgátlást, az azonos neműek házasságát, a halálbüntetést és az eutanáziát. (Papi szolgálatától eltiltotta és az egyházból kiközösítette például azt az ausztrál papot, aki az egyház tanításaival ellentétes nézeteket hirdetett (pl. a nőknek is lehessen egyházi méltóságuk, illetve a melegek is házasodhassanak).) Ugyanakkor azt is kifejezte, hogy minden homoszexuális ember iránt szeretettel és tisztelettel kell viseltetni. Fellépett a társadalmi igazságtalanságok ellen, kiállt a szegények és az elesettek mellett. Bíborosként gyakran hangsúlyozta a társadalmi befogadás fontosságát, közvetetten kritizálva a kormányokat, amelyek nem szentelnek elég figyelmet a társadalom peremén élőkre. Közel állt a Comunione e Liberazione katolikus lelkiségi mozgalomhoz, a felszabadítási teológiától viszont távolságot tartott. Gesztusai, beszédei a Katakombapaktum szellemiségét tükrözték.
A menekültválság kezdete óta többször kiállt a hazájukat elhagyni kényszerültek mellett, felszólított a befogadásukra, ugyanakkor elítélte a terrorizmus minden módját, és figyelmeztetett arra, hogy ki kell szűrni azokat a terroristákat, akik a menekültek közé keveredve akarnak Európába jönni. 2016-ban Ferenc pápa húsvét alkalmával megmosta a menekültek lábát is. Felemelte a szavát a fegyvergyártók, valamint azon hatalmak ellen is, amelyek anyagi érdekek miatt robbantanak ki háborúkat. Ezek áldozataiként tekintett a menekültekre, ezért 2016-ban Leszbosz szigetéről 12 szír menekültet befogadott a Vatikánba.
Intelligenciája, szerénysége és lelkipásztori munkája révén tisztelet övezte, az egyház körüli botrányokban érintetlen volt. Elemzők szerint alkalmas lehetett volna a vatikáni bürokrácia megreformálására.

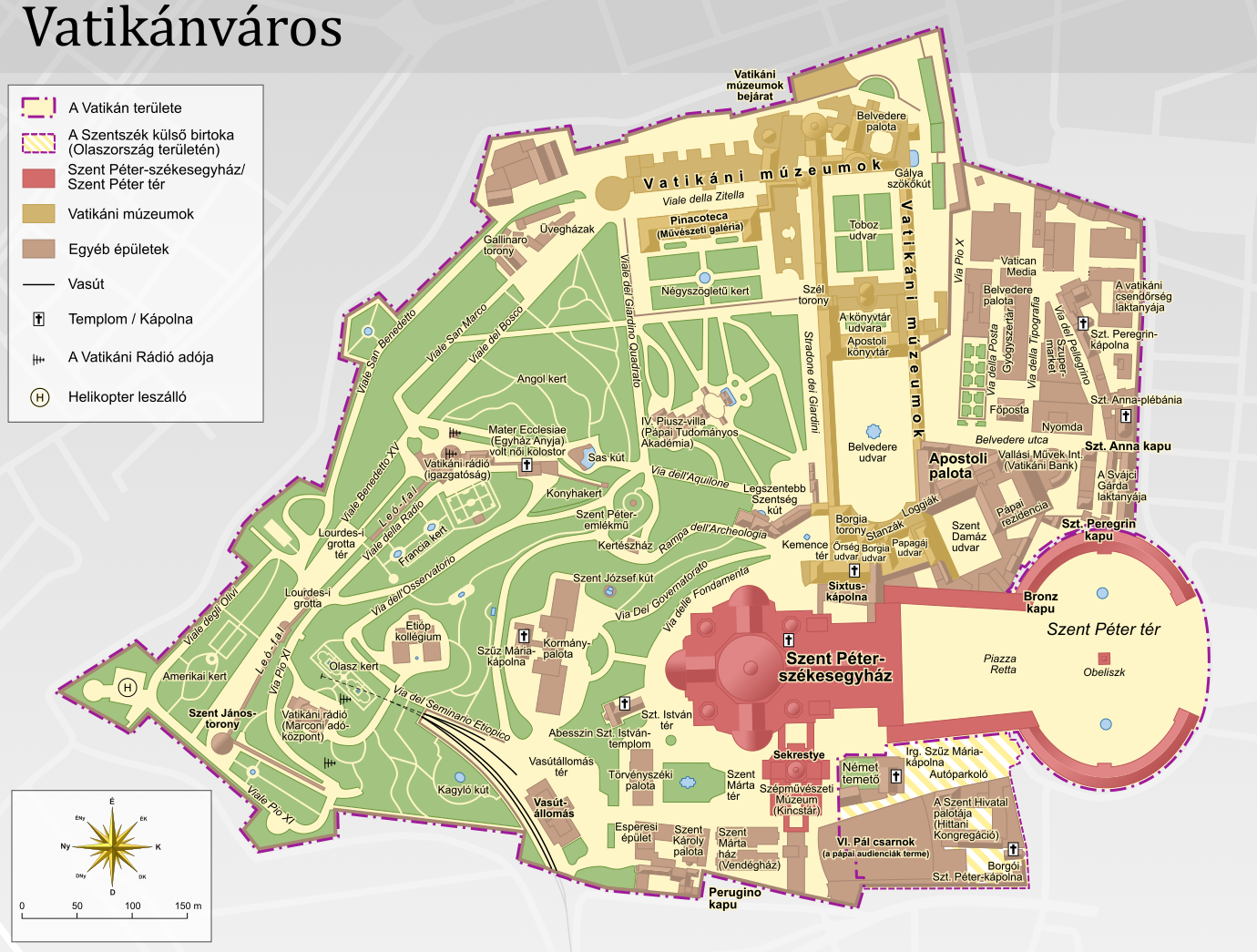
A Vatikánváros térképe; délen, a Perugino kapu mellett a Szent Márta-ház

Egyszerű életmódot folytatott. Érsekként sem tartott autót, ehelyett tömegközlekedéssel járt; ha Rómába kellett utaznia, turistaosztályon repült. Szerény lakásban lakott az érsekség épületében; elődje bíborosi öltözetét használta, de szívesebben járt egyszerű fekete öltözetben. Ez a szerénysége a pápává választása után is megmutatkozott.
Pontifikátusának kezdetétől a vatikáni Szent Márta-vendégházban élt, visszautasítva az Apostoli Palota pápai lakosztályának életvitelszerű használatát. 2016-ban a nyári rezidenciaként szolgáló Castel Gandolfó-i pápai palota privát része is megnyitotta kapuit a nyilvánosság előtt, így azóta a pápa által fényűzőnek és grandiózusnak titulált épületegyüttes javarészt múzeumként funkcionál.
Híveivel igen közvetlen volt, nyitott a spontán emberi kapcsolatokra, ezzel közelebb kerülve az emberekhez, ugyanakkor megnehezítve testőrsége munkáját. Kedvelte az operát és az irodalmat, érdekelte a labdarúgás és jól úszott. A spanyolon kívül olaszul, latinul, franciául, németül és angolul beszélt.
Ferenc pápa a 2022-ben kezdődött orosz-ukrán háborút többször is a harmadik világháború első szakaszának nevezte, s kifejtette véleményét, mely szerint „a világ legnagyobb csapása a fegyveripar.”

## Címere, jelmondata
Ferenc pápa címerét 2013. március 18-án tették közzé a Vatikán honlapján. A címerpajzs hasonló a korábbi bíborosi címeréhez: kék alapon felül a jezsuita rend szimbóluma látható (sugárzó napkorongon 'IHS' Jézus-monogram, fölötte kereszt, alatta Jézus keresztrefeszítésére utaló három szeg), a pajzs alját bal oldalon Szűz Máriát, az Egyház édesanyját jelképező sárga (arany) nyolcágú csillag, jobb oldalon pedig Szent Józsefet, az Egyház patrónusát szimbolizáló nárdusvirág díszíti. A pajzs hátterében Szent Péter kulcsai keresztezik egymást, fölötte egy püspöki süveg látható három vízszintes és egy függőleges arany csíkkal, melyek az egyházfő hatalmára utalnak. A püspöki süveg az előző pápa, XVI. Benedek címeréből származik, míg a kulcsok Szent II. János Pál pápáéval egyeznek meg.
A címer alatt olvasható jelmondata is ugyanaz, mint bíboros korában. A latin nyelvű Miserando atque eligendo idézet Szent Béda bencés szerzetes egyik szentbeszédéből való, melyben Máté evangélista meghívását magyarázza: „Vidit ergo Iesus publicanum et quia miserando atque eligendo vidit, ait illi Sequere me” magyarul: „Jézus meglátott tehát egy vámszedőt, és mivel könyörületre méltónak és ezért kiválasztandónak látta, így szólt hozzá: kövess engem!” (Mt 9,9). Ez a homília a pápa életére nagy hatással volt: 1953-ban Szent Máté ünnepén, tizenhét éves korában érintette meg Isten kegyelme, amely meghívta a vallásos életre és elindította Loyolai Szent Ignác nyomában.

## Tanítása
- Lumen fidei (A hit fénye) kezdetű enciklika, amelyet még XVI. Benedek emeritus pápa kezdte el írni, ő fejezte be; ezáltal ez az első enciklika, amelyen két pápa is dolgozott. (2013)[68]
- Az Evangelii Gaudium (Az Evangélium öröme)[69] kezdetű apostoli buzdítását 2013. november 26-án mutatták be a Vatikánban. Ebben a körlevelében az egyházfő „az egyház következő évekre szóló útját” foglalta össze.[70]
- 2015. április 11-én, az isteni irgalmasság vasárnapja előestéjén tette közzé Misericordiae vultus (Az irgalmasság arca) kezdetű pápai bulláját, amelyben kihirdette az irgalmasság rendkívüli szentéve megtartását.[71]
- Laudato si’ („Áldott légy”) – Ferenc pápa által írt második enciklika (2015).[72]
- Az Amoris laetitia(wd) (A szeretet öröme)[73] kezdetű apostoli buzdítást 2016. április 8-án mutatták be. A dokumentum a családdal foglalkozó 2014 októberében tartott rendkívüli és a 2015 októberében tartott rendes püspöki szinódus eredményén alapszik. A pápai tanítás a családi ideál szépségéről szól, de együtt érez azokkal is, akik ezt az eszményt nem tudják megvalósítani.[74][75][76]
- 2018. augusztus 2-i hatállyal módosította a Katolikus Egyház Katekizmusát a halálbüntetéssel kapcsolatban, az evangéliummal összeegyeztethetetlennek tartva azt.[77]
- 2019. április – Christus Vivit (Krisztus él) – A 2018. október 3−28. között tartandó Ifjúsági Szinóduson létrejött dokumentum, amelynek témája a hit, fiatalok, hivatástisztázás volt.[78]
- 2020. október 3-án aláírt Fratelli tutti (Mindnyájan testvérek) című enciklikája a társadalmi testvériségről szól.

## Egészségi állapota, halála és temetése
Dél-koreai pontifikációs útjáról hazatérve, 2014 augusztusában nyilatkozott először egészségi állapotáról. Arról beszélt az újságíróknak, hogy foglalkoztatja az elmúlás gondolata, így fogalmazott: „Próbálok nem elfelejtkezni a bűneimről, hibáimról, nem beleesni a büszkeség bűnébe. Mert tudom, hogy már csak rövid ideig tart. Még két-három év, és távozom az Úr házába”. Vatikáni források szerint a pápa „idegi problémákkal” és neurózissal küzdött, az utóbbi tünete, hogy 1975 óta nem töltötte szülőhazáján kívül a szabadságát. A pápa szerint „XVI. Benedek pápa kinyitott egy ajtót”, ami alatt azt értette, hogy nem veti el a lemondás gondolatát, ha egészségi állapota azt kívánja.
2014. augusztus 19-én közölte a világsajtó, hogy a pápa közeli családtagjai közül hárman meghaltak hazájukban autóbalesetben, s ez őt igen lesújtotta.
2020. december 31-én közölte a Vatikán, hogy Ferenc pápa isiász fájdalmai miatt nem tartja meg a szilveszteri hálaadást és az újévi szentmisét.
2021 júliusában a római Gemelli-klinikán vastagbél-divertikulózis miatti műtétet hajtottak végre rajta. A több órás beavatkozás jól sikerült.
2022 májusától térdproblémái miatt kerekesszéket használt.
Ferenc pápa már 2013-ban aláírta lemondó nyilatkozatát arra az esetre, ha súlyos és állandó egészségi problémák miatt képtelenné válna teljesíteni a pápasággal járó kötelezettségeit, a levelet az akkori vatikáni államtitkárnak, Tarcisio Bertone bíborosnak adta át.
2023. március 29-én légúti fertőzés miatt kórházba került, április 1-én hagyta el a kórházat.
2025 februárjában ismét kórházba került, a Gemelli-klinikán légúti fertőzéssel kezelték. Később bejelentették, hogy a pápa kétoldali tüdőgyulladással küzd. Ezekben a hetekben olyan intézkedéseket (például kinevezéseket) tett, amelyeket a Politico című lap úgy értékelt, hogy halálára és a várhatóan átpolitizált utódlási harcra készülve meg akarja védeni az örökségét. Március 10-én bejelentették, hogy túl van az életveszélyen. 2025. március 23-án elhagyhatta a kórházat, távozása előtt megjelent a kórház erkélyén, és köszöntötte az összegyűlt híveket.
2025. április 20-án, húsvétvasárnap még megjelent a hívek előtt, boldog húsvétot kívánt, valamint találkozott J. D. Vance amerikai alelnökkel. Április 21-én Kevin Farrell bíboros kamarás (camerlengo) bejelentette, hogy Ferenc pápa a reggeli órákban elhunyt. Halálát agyvérzés, illetve a keringési rendszer ennek nyomán bekövetkezett összeomlása okozta.

### Temetési rendelkezése
2024 novemberében a Vatikán nyilvánosságra hozta az akkor már rossz egészségi állapotú pápa rendelkezéseit a temetésével kapcsolatban. Ezek több szempontból is eltérnek a kialakult hagyománytól. Egyrészt XIII. Leó pápa 1903-as temetése óta először a Vatikánon kívül, a Santa Maria Maggiore-bazilikában kíván nyugodni, ahova külföldi útjai előtt imádkozni járt. A temetés szertartásán is egyszerűsítenek. A pápa a hosszú ideje fennálló hagyománytól (három egymásba nyíló, ciprusból, ólomból és tölgyfából készült koporsó) eltérően egy egyszerű, cinkkel bélelt fakoporsó mellett döntött. Azt is elrendelte, hogy a temetés előtt ne terítsék ki a régi szokás szerint, hanem nyitott koporsóban ravatalozzák fel.

### Temetése
Temetését 2025. április 26. délelőttjén tartották a Szent Péter-bazilika előtt. A szertartást Giovanni Battista Re bíboros, a Bíborosi Kollégium dékánja vezette.
A temetési szertartást az Ordo Exsequiarum Romani Pontificis, azaz a római pápa temetési rendje szerint tartották meg. Ferenc pápa korábban egyszerűsítette a szertartás menetét, így a hagyományos három koporsó helyett egyetlen, cinkkel bélelt fakoporsóba helyezték földi maradványait.
Koporsóját 2025. április 25. péntek este, egy zártkörű, nem nyilvános szertartás során zárták le. A búcsúvétel után a koporsót gépjárművel szállították el a Szent Péter tértől körülbelül öt kilométerre található római Santa Maria Maggiore-bazilikához. A koporsót kísérő menetet néhány további autó alkotta, melyekben bíborosok, illetve a pápa közvetlen munkatársai és segítői utaztak. A konvoj lassan, lépésben haladt, hogy mindenkinek lehetősége legyen végső búcsút venni a pápától.
Végakarata szerint a Santa Maria Maggiore-bazilika bal oldali mellékhajójában helyezték örök nyugalomra.
Ő első olyan egyházfő 1903 óta, akinek földi maradványait nem a Vatikán falain belül helyezték örök nyugalomra. Végrendeletében azt kívánta, hogy sírján mindössze egyetlen szó álljon: „Franciscus”.

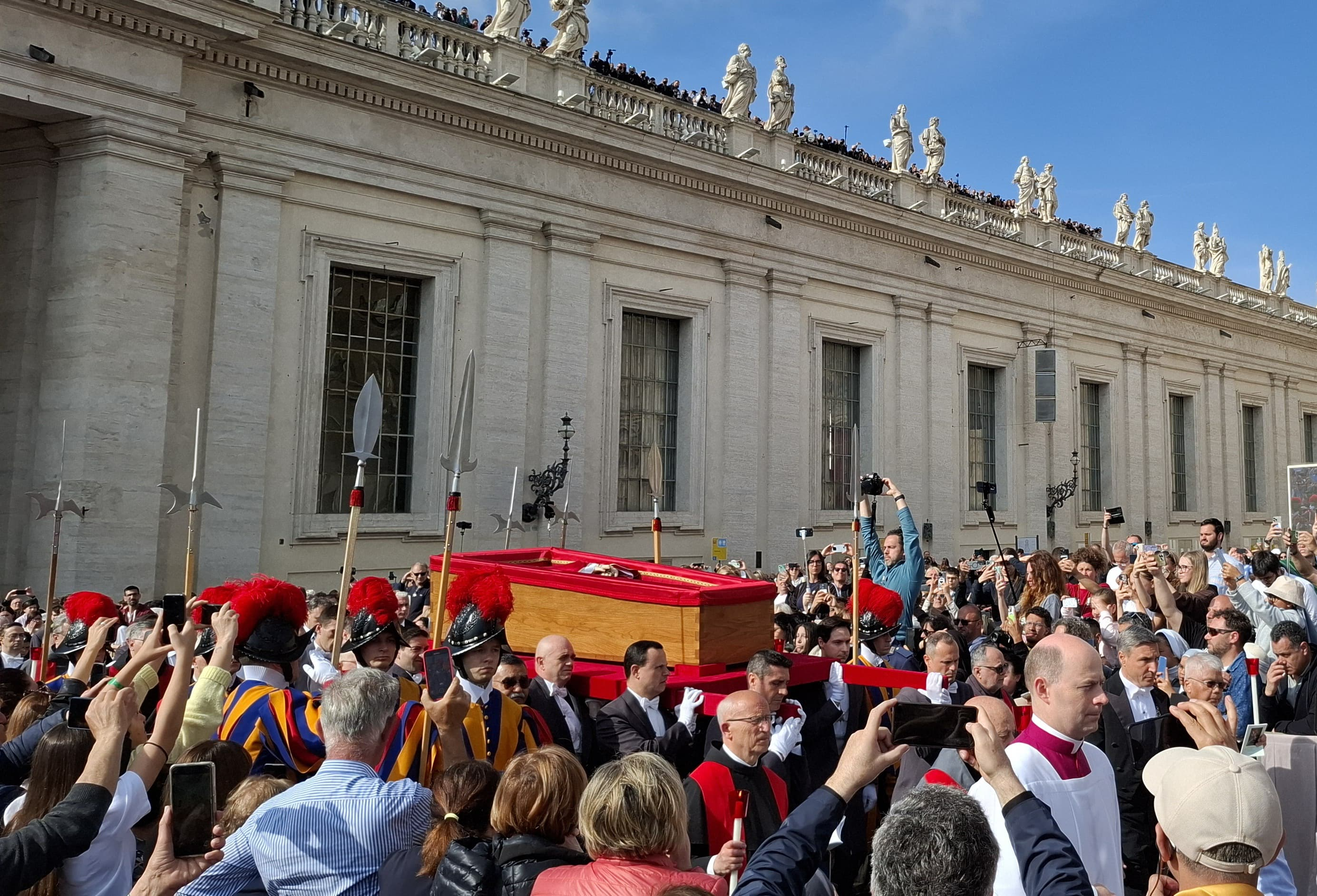
A pápa a koporsójában
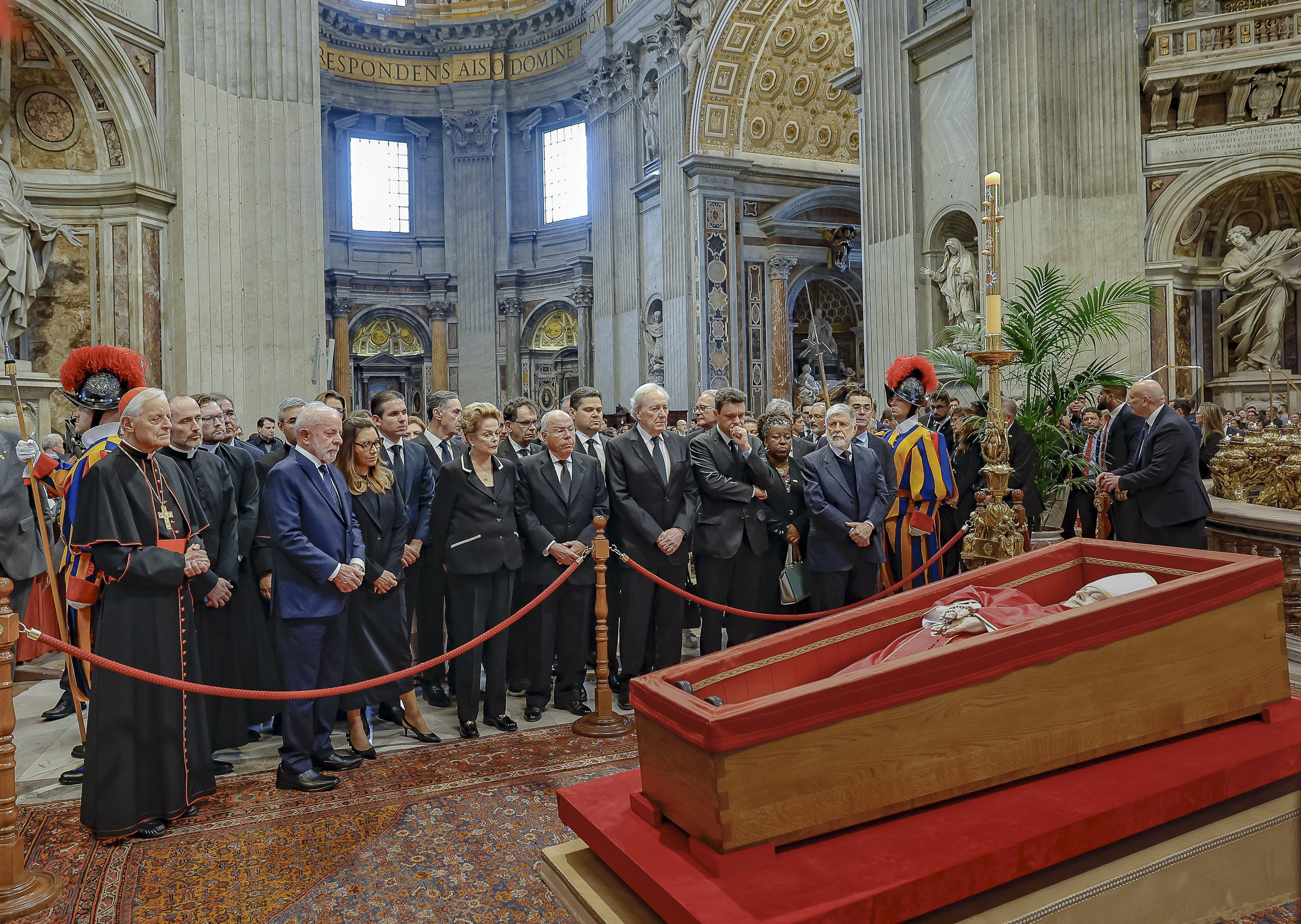
Felravatalozva a Szent Péter Bazilikában
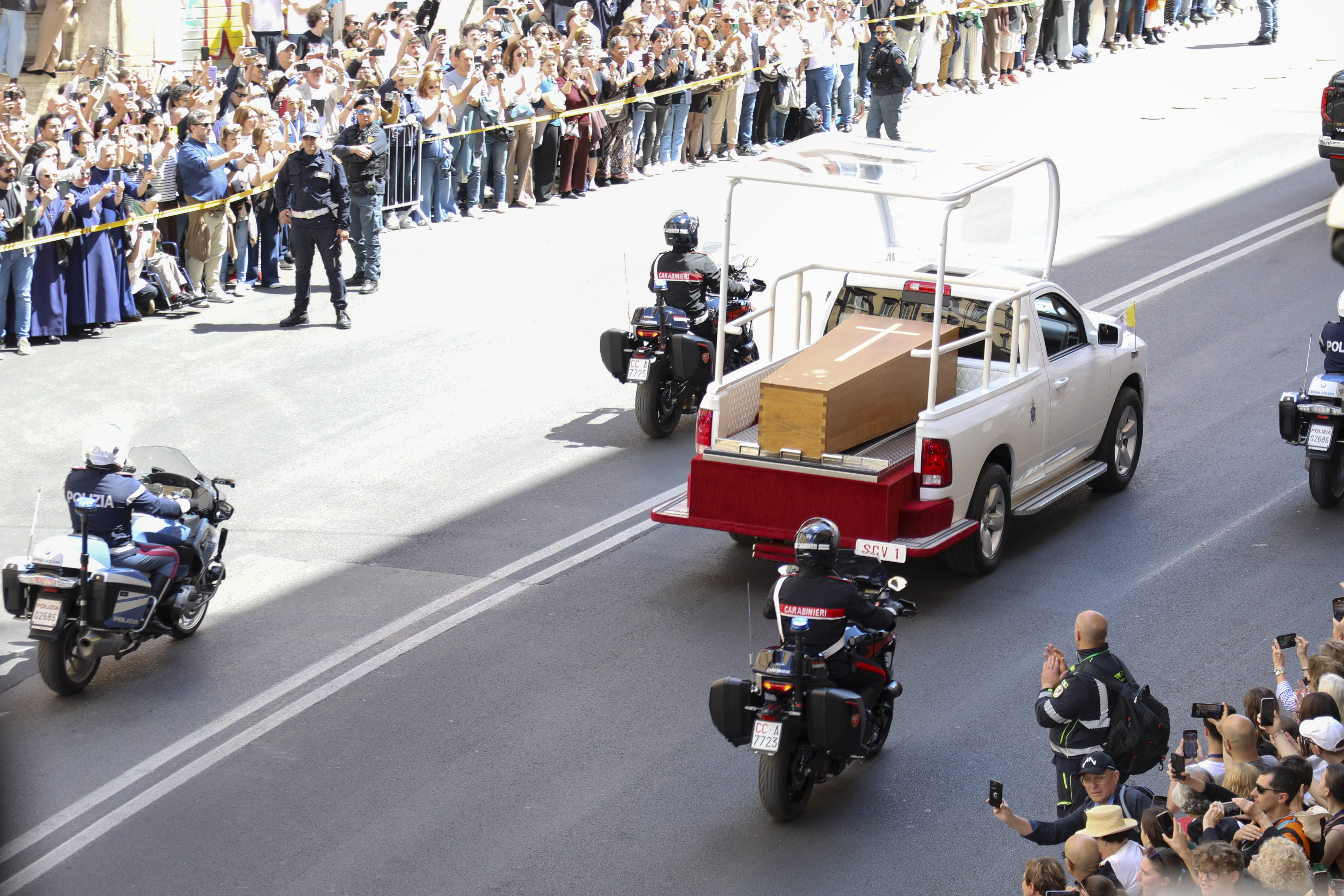
Róma utcáin haladva végső nyughelyére szállítják
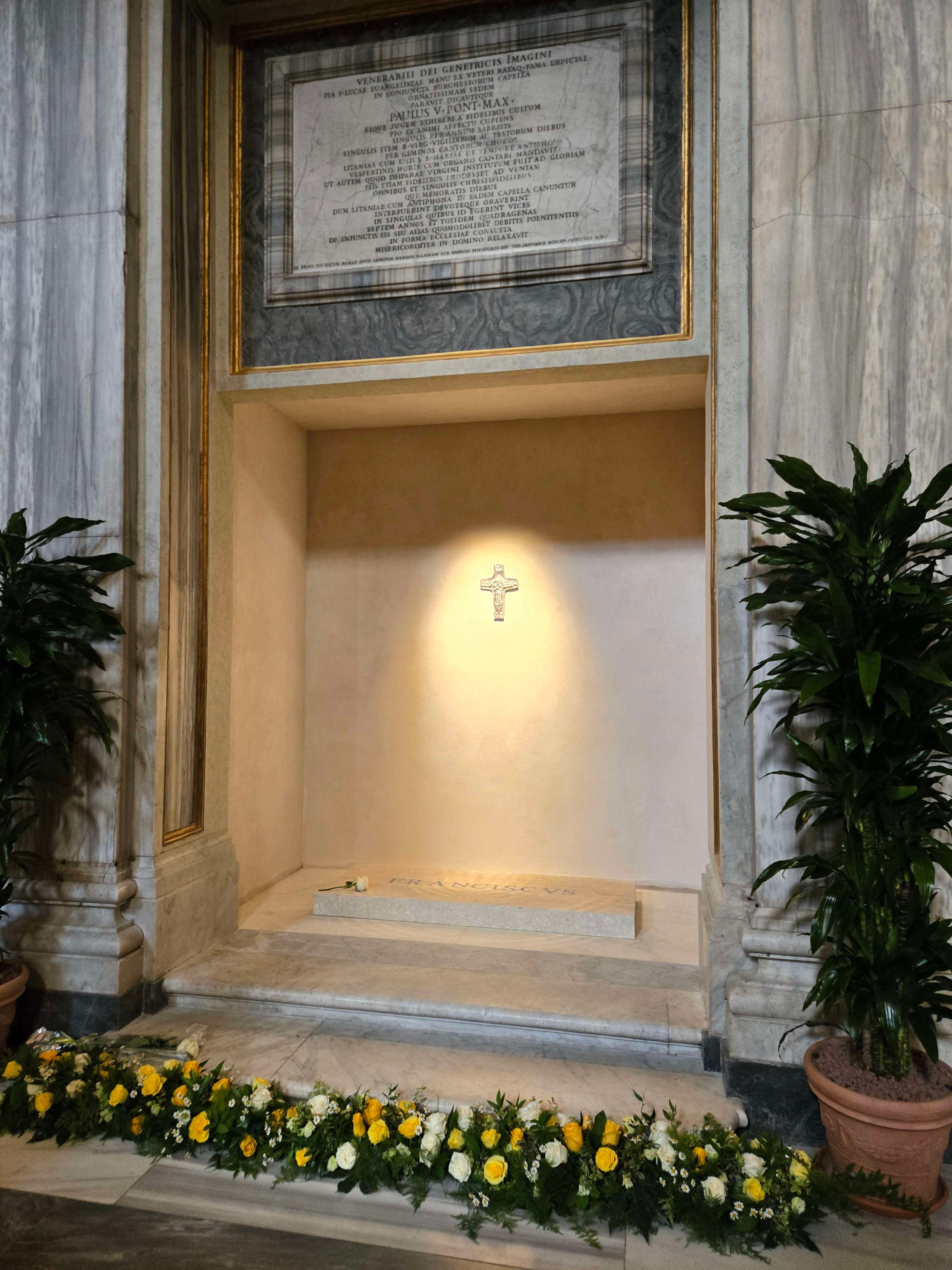
Sírhelye a Santa Maria Maggiore-bazilikában

## Magyarországi látogatásai

### Első magyarországi látogatása
2021. március 8-án Erdő Péter bíboros, esztergom-budapesti érsek megerősítette, hogy Ferenc pápa 2021. szeptember 12-én, az 52. Nemzetközi Eucharisztikus Kongresszus záró miséjére Magyarországra, Budapestre látogat. A Szépművészeti Múzeumban találkozott Áder János köztársasági elnökkel, Orbán Viktor miniszterelnökkel, a püspöki kar tagjaival, valamint a magyarországi egyházak ökumenikus tanácsának képviselőivel és Magyarország zsidó közösségeivel. Ezt követően pápamobillal üdvözölte az embereket, majd misét celebrált a Hősök terén. A misén részt vett Bartholomaiosz konstantinápolyi ökumenikus pátriárka is. Ez volt az első alkalom, hogy Magyarországon egyszerre volt jelen a nyugati és a keleti egyház vezetője.[forrás?]
A négynapos szlovákiai látogatása előtti hétórás magyarországi villámvizit során Orbán Viktort a menekültellenes politikája kritikájaként arra biztatta, hogy Magyarország tárja ki karjait mindenki felé. Az eredeti tervek szerint a pápa nem szándékozott találkozni a kormánnyal, ami diplomáciai feszültségekhez vezetett.

### Második magyarországi látogatása
2022. augusztus 25-én Ferenc pápa magánaudiencián fogadta Novák Katalin köztársasági elnököt, és megerősítette neki, hogy 2023 tavaszán ismét Magyarországra látogat, egyúttal elfogadta a köztársasági elnök hivatalos meghívólevelét is. 2023 februárjában bejelentették, hogy a látogatás április 28. és 30. között lesz Budapesten. A Magyar Katolikus Püspöki Konferencia szerint Ferenc pápa látogatásának csúcspontja volt az április 30-adikai Kossuth téri szentmise.

## Elismerései, díjai
A Time magazin 2013 végén az év emberének választotta.
2016. május 6-án a legjelentősebb európai kitüntetésnek számító Károly-díjat vehette át az aacheni polgármestertől.

## Művei
- Meditaciones para religiosos (1982)
- Reflexiones sobre la vida apostólica (1986)
- Reflexiones de esperanza (1992)[10]
- Diálogos entre Juan Pablo II y Fidel Castro (1998)
- Hambre y sed de justicia. Desafíos del Evangelio para nuestra patria (2001)
- Educar exigencia y pasión. Desafíos para educadores cristianos (2003)
- Ponerse la patria al hombro (2004)
- Corrupción y pecado. Algunas reflexiones en torno al tema de la corrupción (2005)
- La nación por construir. Utopía, pensamiento y compromiso (2005)
- Sobre la acusación de sí mismo (2006)
- El verdadero poder es el servicio (2007)
- Las deudas sociales de nuestro tiempo (2009)
- Educar, elegir la vida. Propuestas para tiempos difíciles (2010)
- Reflexiones sobre solidaridad y desarrollo (2010)
- Abraham Skorka Buenos Aires-i rabbival: Sobre el cielo y la tierra (2010), olasz fordításban: Il cielo e la terra (2013)
- Mente abierta, corazón creyente (2012)
- Rehabilitación de la política y compromiso cristiano
- Wake Up! (Ébredj!) (könnyűzenei album, 2015)[113]

### Magyarul
- Jorge Mario Bergoglio: Isten a városban; ford. Mán Éva; Korda,  Kecskemét, 2013
- Jorge Mario Bergoglio: Nyitott ész, hívő szív; ford. Tőzsér Endre; Új Ember, Budapest, 2013
- Legyünk a szeretet közössége! Ferenc pápa gondolatai az év minden napjára Kránitz Mihály atya magyarázataival; Remény–Szt. Gellért,  Budapest, 2013
- Ferenc pápa füveskönyve. Mindennapi gondolatok; szerk. Julie Schwietert Collazo, Lisa Rogak, ford. Pál Ferenc; Európa, Budapest, 2013
- Ölellek benneteket! Beszédek fiatalokhoz; szerk., ford. Tőzsér Endre; Jézus Társasága Magyarországi Rendtartománya, Budapest, 2014 (Jezsuita könyvek. Jezsuita füzetek)
- Az irgalom egyháza; ford. Sajó Tamás; Európa, Budapest, 2014
- Jorge Bergoglio–Abraham Skorka: Az égről és a földről; ford. Székács Vera; Holnap, Budapest, 2014
- Ferenc pápa gondolatai. Bölcsességek az év minden napjára; szerk. Alberto Rossa, ford. Kajsza Krisztina; Lazi, Szeged, 2014
- Ferenc pápa ihlető szavai. Szent Ferenc szellemiségében; szerk. Alicia von Stamwitz, ford. Kajsza Krisztina; Lazi, Szeged, 2015
- Az irgalmasság arcai. Az irgalmasság rendkívüli szentévében elmondott beszédek; ford. Tőzsér Endre, Török Csaba; Új Ember, Budapest, 2016
- Isten szeretete kiárad a szívünkbe. Ferenc pápa gondolatai az év minden napjára Kránitz Mihály atya magyarázataival; Szt. Gellért, Budapest, 2016
- A rózsafüzér Ferenc pápával. Elmélkedések a titkokról a pápa beszédeiből vett részletekkel; szerk. Alessandro Saraco, ford. Török Csaba; Új Ember, Budapest, 2016
- Ferenc pápa gondolatai a családról. Bölcsességek az év minden napjára; összeáll. Alberto Rossa, ford. Kajsza Krisztina; Lazi, Szeged, 2016
- Kedvesség, köszönet, bocsánatkérés; ford. Harmath Károly; Agapé, Szeged, 2017
- Ferenc pápa bölcsességei; szerk. Carol Kelly-Gangi, ford. Antalóczi Lajos; Lazi, Szeged, 2017
- Reggeli prédikációk. 1. 2013. március–2013. július; bev., szerk. Antonio Spadaro, ford. Tőzsér Endre; Helikon, Budapest, 2017
- A mint ajándék, B mint barátság; ford. Todero Anna; Scolar, Budapest, 2018
- Őrzők vagyunk. Szerdai katekézisek, 2013–2014; szerk., ford. Tőzsér Endre; Új Ember–Magyar Kurír, Budapest, 2018
- Ferenc pápa az Úr imádságáról. Mi Atyánk aki a mennyekben vagy, szenteltessék meg a te neved; ford. Nemeshegyi Péter; Jezsuita, Budapest, 2019
- Üdvöz légy, Mária. Így imádkozik Ferenc pápa a Szűzanyához; ford., jegyz. Mátyus Norbert; Jezsuita, Budapest, 2020
- Földanyánk. A környezetvédelmi kihívás keresztény olvasata; összeáll. Giovanni Orsenigo, Nicole Paglia, előszó Vartholoméosz konstantinápolyi és ökumenikus pátriárka, ford. Tőzsér Endre; Szt. István Társulat, Budapest, 2020
- Ferenc pápa megmondja. Részletek a szentatya írásaiból és beszédeiből; vál., előszó Király Levente; Corvina, Budapest, 2020
- Az evangélium szabadságában éljetek! Ferenc pápa beszédei budapesti és szlovákiai látogatásán. 2021. szeptember 12–15.; Új Ember–Pannonhalmi Főapátság–Bencés, Budapest–Pannonhalma, 2021
- Jó együtt! Gondolatok házaspároknak és családoknak; ford. Tőzsér Endre; Új Ember–Magyar Kurír, Budapest, 2021
- Jézus ma is imádkozik értünk. Katekézissorozat az imáról. 2020. május 6–2021. június 16.; szerk., ford. Tőzsér Endre; Új Ember–Magyar Kurír, Budapest, 2021
- Imádság. Az új élet lélegzése; előszó Kirill moszkvai pátriárka, ford. Tőzsér Endre; Szt. István Társulat, Budapest, 2021
- Ferenc pápa tanítása az öregkor értelméről és értékéről;  ford. Tőzsér Endre; Ember a Kórházban Közhasznú Alapítvány, Vác, 2022
- A remény prófétája. Ferenc pápa gondolatai és Bodnár Dániel beszélgetései Dantéról; Új Ember–Magyar Kurír, Budapest, 2022
- Őszentsége Ferenc pápa magyarországi apostoli látogatásán elmondott beszédei, 2023. április 28–30.; Magyar Katolikus Püspöki Konferencia–Magyar Kurír, Budapest, 2023
- A remény tanúi és magvetői legyünk! Katekézisek a keresztény reményről. 2016. december 7–2017. október 25.; szerk., ford. Tőzsér Endre; Új Ember–Magyar Kurír, Budapest, 2023
- Ferenc pápa katekézisei a szentmiséről; összeáll. Borza Miklós; Páduai Szent Antal Plébánia, Balatonszemes, 2023
- A jó élet. 15 tanács és útmutatás a boldog, örömteli élethez; ford. Pető Gábor; Troubadour Books, Kistarcsa, 2024

### Könyvek róla magyar nyelven
- Ferenc pápa (Jorge Mario Bergoglio): Nyitott ész, hívő szív. Új Ember, Budapest, 2013
- Nello Scavo: Bergoglio listája. Ferenc pápa az argentin diktatúra ellen. Akadémiai Kiadó, Budapest, 2014
- Kegyelem és bűn szőttese. Ferenc pápa az élet kérdéseiről; vál., szerk. Karikó Éva; Helikon Kiadó, Budapest, 2015
- A szívtől a kézig. Ferenc pápa az emberi kapcsolatokról; összeáll. Karikó Éva; Helikon Kiadó, Budapest, 2016
- Hermann-Joseph Frisch: Kedves Márton testvér! Kedves Ferenc testvér! Levélváltás; ford. Balogh Regina, Balogh Vilmos Szilárd; Luther, Budapest, 2017

### Pápai megnyilatkozások
- Lumen fidei. Ferenc pápa A hit világossága kezdetű enciklikája; ford. Diós István; Szent István Társulat, Budapest, 2013
- Evangelii gaudium. Ferenc pápa Az evangélium öröme kezdetű apostoli buzdítása. 2013; ford. Diós István; Szent István Társulat, Budapest, 2014
- Laudato si'. Ferenc pápa Áldott légy kezdetű enciklikája; ford. Tőzsér Endre; Szent István Társulat, Budapest, 2015
- Ferenc pápa Misericordiae vultus kezdetű bullája, mellyel meghirdeti az irgalmasság rendkívüli jubileumát; ford. Diós István; Szt. István Társulat, Budapest, 2015 (Pápai megnyilatkozások)
- Ferenc pápa Amoris laetitia kezdetű szinódus utáni apostoli buzdítása, a családban megélt szeretetről. A püspököknek, a papoknak és a diakónusoknak, az Istennek szentelt személyeknek, a keresztény házastársaknak és a világi híveknek; ford. Diós István; Szt. István Társulat, Budapest, 2016 (Pápai megnyilatkozások)
- Ferenc pápa Gaudete et exsultate kezdetű apostoli buzdítása az életszentségre szóló meghívásról a mai világban; ford. Diós István; Szt. István Társulat, Budapest, 2018 (Pápai megnyilatkozások)
- Isten arcának keresése. Vultum Dei quærere. Apostoli konstitúció a női szemlélődő életformáról; ford. Jáki György; Új Ember, Budapest, 2019
- Ferenc pápa Admirabile signum kezdetű apostoli levele a betlehemi jászol jelentéséről és értékéről; ford. Diós István; Szt. István Társulat, Budapest, 2019 (Pápai megnyilatkozások)
- Ferenc pápa Christus vivit kezdetű szinódus utáni apostoli buzdítása a fiatalokhoz és Isten egész népéhez, 2019. március 25.; ford. Diós István; Szt. István Társulat, Budapest, 2019 (Pápai megnyilatkozások)
- Ferenc pápa Aperuit illis kezdetű motu proprio apostoli levele, amellyel elrendeli Isten igéjének vasárnapját; ford. Diós István; Szt. István Társulat, Budapest, 2020 (Pápai megnyilatkozások)
- Ferenc pápa Fratelli tutti kezdetű enciklikája a testvériségről és a társadalmi barátságról; ford. Diós István; Szt. István Társulat, Budapest, 2021 (Pápai megnyilatkozások)[114]
- Ferenc pápa C'est la confiance kezdetű apostoli buzdítása az Isten irgalmas szeretetébe vetett bizalomról a gyermek Jézusról és a szent arcról nevezett Szent Teréz születésének százötvenedik évfordulója alkalmából; ford. Tőzsér Endre; Szt. István Társulat, Budapest, 2023 (Pápai megnyilatkozások)
- Ferenc pápa Sublimitas et miseria hominis kezdetű apostoli levele Blaise Pascal születésének négyszázadik évfordulóján; ford. Diós István; Szt. István Társulat, Budapest, 2023 (Pápai megnyilatkozások)
- Ferenc pápa Laudate Deum kezdetű apostoli buzdítása minden jóakaratú embernek a klímaválságról; ford. Tőzsér Endre; Szt. István Társulat, Budapest, 2023 (Pápai megnyilatkozások)
- Ferenc pápa Desiderio desideravi kezdetű apostoli levele a püspököknek, papoknak, diakónusoknak, a megszentelt személyeknek és a világi hívőknek Isten népének liturgikus képzéséről; ford. Tőzsér Endre; Szt. István Társulat, Budapest, 2023 (Pápai megnyilatkozások)
- Ferenc pápa Christus vivit kezdetű szinódus utáni apostoli buzdítása a fiatalokhoz és Isten egész népéhez, 2019. március 25.; ford. Diós István; Szt. István Társulat, Budapest, 2023 (Pápai megnyilatkozások)
- Ferenc pápa Totum amoris est kezdetű apostoli levele Szalézi Szent Ferenc halálának négyszázadik évfordulója alkalmából; ford. Diós István; Szt. István Társulat, Budapest, 2023 (Pápai megnyilatkozások)
- Ferenc pápa Praedicate evangelium kezdetű apostoli konstitúciója a Római Kúriáról a világegyház szolgálatában; ford. Érszegi Márk Aurél; Szt. István Társulat, Budapest, 2024 (Pápai megnyilatkozások)
- Spes non confundit. A 2025. év rendes jubileumát meghirdető bulla; ford. Tőzsér Endre; Szt. István Társulat, Budapest, 2024 (Pápai megnyilatkozások)

### Interjúk, beszélgetések
- Francesca Ambrogetti–Sergio Rubin: Ferenc pápa – Beszélgetések Jorge Bergoglióval; ford. Latorre Ágnes; Ulpius-ház Könyvkiadó, Budapest, 2013
- Jó napot! Ferenc pápa vagyok. interjúkötet Jezsuita Könyvek, Budapest, 2013
- Isten neve irgalmasság. Beszélgetések Andrea Torniellivel; ford. Todero Anna; Helikon kiadó, Budapest, 2016
- Álmodjunk együtt. Út egy jobb jövő felé. Ferenc pápa és Austen Ivereigh beszélgetései alapján; ford. Simonyi Ágnes; 21. Század, Budapest, 2020
- Politika és társadalom. Beszélgetések Dominique Woltonnal; ford. Bende József; Vigilia, Budapest, 2020
- Isten és az eljövendő világ. Ferenc pápa a közöny és az egoizmus vírusa elleni harcról és a reményről; riporter Domenico Agasso, ford. Túri Zsuzsanna; Alexandra, Pécs, 2021
- Jó napot! Ferenc pápa vagyok; 4. bőv. kiad.; Jezsuita, Budapest, 2024 (Jezsuita füzetek)

### Életrajzi kötetek magyarul
- Simon Biallonows: Ferenc, az új pápa. Jel, Budapest, 2013
- Matthew Bunson: Ferenc pápa küldetése. Akadémiai Kiadó, Budapest, 2013
- Andrea Tornielli: Ferenc pápa élete, eszméi, szavai. Szent István Társulat, Budapest, 2013
- Andreas Englisch: A Vatikán harcosa. Lazi Könyvkiadó, Budapest, 2016
- Ferenc pápa: Remény – Önéletrajz Kossuth Kiadó, Budapest, 2025

## Játékfilm
- Ferenc pápa – Buenos Airestől a Vatikánig című 2015-ös argentin-spanyol életrajzi film. Ferenc pápa szerepében Darío Grandinetti.
- A két pápa című 2019-es brit–amerikai–olasz–argentin filmdrámában Bergoglio bíborost, a jövendő Ferenc pápát Jonathan Pryce, az akkor hivatalban lévő XVI. Benedek pápát Anthony Hopkins formálja meg. Rendező: Fernando Meirelles.